# Sainte-Marie-la-Blanche
 Sainte-Marie-la-Blanche  es una población y comuna francesa, en la región de Borgoña, departamento de Côte-d'Or, en el distrito de Beaune y cantón de Beaune-Sud.

## Demografía
| 425 | 443 | 484 | 696 | 693 | 672 |
| Para los censos de 1962 a 1999 la población legal corresponde a la población sin duplicidades (Fuente: INSEE [Consultar]) |     |     |     |     |     |